# 2004年の野球
2004年の野球（2004ねんのやきゅう）では、2004年の野球における動向をまとめる。

## できごと

### 1月
- 1月20日 - 谷沢健一が社会人野球のクラブチーム、西多摩倶楽部の監督に就任することが明らかになった[1]。
- 1月22日 - NOMOベースボールクラブのユニフォーム披露会見が行われる[1]
- 1月23日 - 日本高校野球連盟の会長の脇村春夫が日本プロ野球コミッショナー事務局を訪れ、プロ野球現役、OB選手による高校球児の一時的な指導解禁のための覚書に調印[1]
- 1月30日 - 第76回選抜高等学校野球大会の出場32校が決定[1]

### 3月
- 3月4日 - 長嶋茂雄が脳梗塞で入院。
- 3月23日 - 第76回選抜高等学校野球大会が阪神甲子園球場で開幕[2]。
- 3月26日 - 選抜高校野球大会で東北高のダルビッシュ有が対熊本工戦で春夏通算35度目のノーヒット・ノーラン達成[2]
- 3月31日 - アテネオリンピックの野球日本代表1次候補36人が決定[2]

### 4月
- 4月4日 - 関西学生野球リーグで同大の染田賢作が対京大戦でリーグ史上初の完全試合を達成[3]
- 4月4日 - 選抜高等学校野球大会の決勝戦が阪神甲子園球場で行われ、愛媛県の済美が愛知県の愛工大名電に6対5で勝利し、選抜初出場で初優勝達成。 なお、決勝戦は降雨のため、試合開始が遅れ、決勝戦史上初のナイター試合となった[4]

### 5月
- 5月2日 - 東京六大学野球で立大の日野泰彰が対早大戦でノーヒット・ノーラン達成[3]。
- 5月8日 - 関西学生リーグで関大が対同大戦で登録外選手を起用したため、没収試合[3]。
- 5月14日 - 東都野球リーグの春季戦は日大が優勝[5]。
- 5月15日 - 首都大学野球連盟リーグの春季戦は東海大が優勝[5]。
- 5月17日 - 東京六大学リーグの春季戦は明治大が12季ぶり15度目の優勝[5]。
- 5月17日 - 国際オリンピック委員会(IOC)のジャック・ロゲ会長が2008年の北京オリンピックで野球を正式種目とすることを約束した[5]。
- 5月24日 - 明治大の一場靖弘が対法政大戦で今季通算107奪三振、東京6大学リーグでは79年ぶりの3桁奪三振[5]。
- 5月26日 - 東都大学リーグの春季戦で日大が48年ぶりに全勝で優勝達成[5]。
- 5月28日 - 三菱ふそう川崎硬式野球部、三菱自動車岡崎硬式野球部が親会社の不祥事で当面の活動を自粛[5]。
- 5月31日 - 東京大学野球部に21年ぶりに甲子園出場選手が入団[6]。⋅

### 6月
- 6月7日 - 【韓国】元中日でSKワイバーンズの李尚勲（中日時代の登録名は「サムソン・リー」）が現役引退[5]。
- 6月9日 - キューバのケンドリー・モラレスがドミニカ共和国へ亡命[5]。
- 6月13日 - 全日本大学選手権で明治大の一場靖弘が対広島経大戦で完全試合を達成[5]。
- 6月14日 - アテネオリンピック日本代表24選手が内定[5]。
- 6月16日 - 台湾のアテネオリンピック代表に選ばれていた西武の許銘傑が代表入りを辞退[5]。
- 6月16日 - 全日本大学選手権は東北福祉大が2度目の優勝[5]。
- 6月25日 - 日本代表編成会議が行われ、アテネオリンピック代表の24人が決定[7]

### 7月
- 7月13日 - 日本代表とキューバ代表にるよるアテネオリンピック壮行試合が行われ、1対1の引き分け[7]。
- 7月14日 - アテネオリンピック壮行試合の日本代表対キューバ代表の第2戦はキューバが6対5で勝利[7]。
- 7月8日 - 第33回日米大学野球選手権で日本代表が1999年以来2度目の5戦全勝で13度目の優勝。

### 8月
- 8月1日 - 第2回世界選手権（台湾）で日本代表はアメリカに次いで銀メダルを獲得[7]。
- 8月1日 - 元ダイエーでシカゴ・ホワイトソックス傘下のAAA級シャーロット・ナイツの養父鐵が対ダーラム・ブルズ戦でノーヒットノーランを達成[7]。
- 8月2日 - アテネ五輪の野球日本代表監督の長嶋茂雄がアテネ行きを断念。ヘッドコーチの中畑清が指揮をとることになった[7]。
- 8月7日 - 第86回全国高等学校野球選手権大会が阪神甲子園球場で開幕[8]
- 8月14日 - NPB球団からの裏金問題を受けて一場靖弘が明治大学野球部を退部[8][9]
- 8月22日 - 全国高等学校野球選手権大会の決勝戦が行われ、おいて、駒大苫小牧が済美に13対10で勝利し、北海道勢で春夏通じて初の全国制覇[8]
- 8月24日 - アテネオリンピックの準決勝で日本はオーストラリアに1対0で敗戦、オーストラリアはクリス・オクスプリングが勝利投手、阪神のジェフ・ウィリアムスがセーブ[8][10]
- 8月25日 - アテネオリンピックの3位決定戦において日本がカナダに11対2で勝利し、銅メダルを獲得[8]

### 9月
- 9月6日 - 第75回都市対抗野球大会の決勝戦が東京ドームで行われ、春日井市の王子製紙が狭山市のホンダに勝利し、初優勝達成[8]
- 9月6日 - 【韓国】 韓国プロ野球で約50人の選手の兵役逃れ疑惑が浮上[8]。
- 9月20日 - 法大が東京六大学リーグ戦で通算1000勝[11]

### 11月
- 11月1日 - 東京六大学野球秋季リーグ戦は慶大が優勝[11]。
- 11月5日 - 東都大学野球リーグ秋季戦は中大が25年ぶりの優勝。
- 11月15日 - ヤクルトを戦力外となった佐藤秀樹が台湾の誠泰コブラズに入団することが決まった[11]。
- 11月17日 - 明治神宮野球大会は大学の部で中国地区大学野球連盟の東亜大が2年連続優勝。高校の部で大分県の柳ヶ浦が初優勝[11]。
- 11月28日 - 第31回社会人野球日本選手権大会でJFE西日本が大阪ガスに勝利し、優勝[11]。

## 競技結果

### アマチュア野球
- 第75回都市対抗野球大会優勝 : 王子製紙
- 第31回社会人野球日本選手権大会優勝 : JFE西日本
- 第53回全日本大学野球選手権大会優勝 : 東北福祉大学
- 第35回明治神宮野球大会
大学の部優勝 : 東亜大学
高校の部優勝 : 柳ヶ浦高校（大分県）
- 第76回選抜高等学校野球大会優勝 : 済美（愛媛県）
- 第86回全国高等学校野球選手権大会優勝 : 駒大苫小牧（北海道）

### メジャーリーグ
- ワールドシリーズ優勝 ボストン・レッドソックス（84年ぶり）
- アメリカンリーグ優勝 ボストン・レッドソックス
- ナショナルリーグ優勝 セントルイス・カージナルス

### 国際大会

#### アテネオリンピック
| 順位 | 国・地域             |
| ---- | -------------------- |
| 1    | キューバ             |
| 2    | オーストラリア       |
| 3    | 日本                 |
| 4    | カナダ               |
| 5    | チャイニーズタイペイ |
| 6    | オランダ             |
| 7    | ギリシャ             |
| 8    | イタリア             |

## 誕生
- 1月27日 - 中川勇斗
- 2月22日 - 粟飯原龍之介
- 3月11日 - ジャクソン・チョーリオ
- 3月27日 - 達孝太
- 11月24日 - 浅野翔吾

## 死去
- 1月10日 - 日下章（兵庫県、*1927年）
- 1月25日 - 白木義一郎（東京都、*1919年）
- 2月24日 - 石川進（静岡県、*1932年）
- 4月6日 - 篠田荘平（山口県、*1942年）
- 4月20日 - 石川緑（愛知県、*1934年）
- 5月4日 - 新治伸治（東京都、*1941年）
- 5月17日 - 鈴木貴久（北海道、*1963年）
- 6月27日 - 鈴木武（兵庫県、*1932年）
- 7月1日 - 高畠導宏（岡山県、*1944年）
- 7月12日 - 島原輝夫（*1927年）
- 10月10日 - ケン・カミニティ（アメリカ、野球、*1963年）
- 10月17日 - レイ・ブーン（アメリカ、*1923年）
- 11月19日 - ブライアン・トラックスラー（アメリカ、*1967年）
- 11月23日 - 石床幹雄（香川県、*1947年）
- 12月22日 - ダグ・オルト（アメリカ、*1950年）